# Refraktur
Als Refraktur wird in der Unfallchirurgie der Bruch eines Knochens im unmittelbaren Bereich eines vorausgegangenen, noch nicht vollständig verheilten Knochenbruches infolge eines inadäquaten Traumas bezeichnet.

## Definitionen

### Nicht abgeschlossene Frakturheilung
Die Frakturheilung gilt als abgeschlossen, wenn ihre letzte Phase („Modelling“- und „Remodelling“-Phase) röntgenologisch als weitgehend fortgeschritten betrachtet werden kann. In dieser Phase ist der Kallus (also das in den ersten Phasen gebildete Knochersatzgewebe) bereits durch soliden („kompakten“) Knochen ersetzt.

### Inadäquates Trauma
Ein inadäquates Trauma ist ein Unfallmechanismus, der an einem gesunden Knochen mit großer Wahrscheinlichkeit nicht zu einer Fraktur geführt hätte.

### Lokalisation
Die Bruchlinie der Refraktur muss nicht deckungsgleich mit der ursprünglichen Bruchlinie verlaufen, jedoch weitgehend in ihrem Bereich. Von einer Refraktur kann dann ausgegangen werden, wenn sich bei aufeinandergelegten Röntgenbildern der Bereich des ursprünglichen und des neuen Bruches weitgehend überlappt.

## Ursachen
Häufigste Ursache einer Refraktur ist die vorzeitige Belastung des verletzten Knochens infolge unzureichender Mitarbeit des Patienten oder fehlerhafter Einschätzung der Frakturkonsolidierung durch den behandelnden Arzt. Weitere Ursachen können Störungen der Knochenbruchheilung oder generalisierte Knochenerkrankungen (beispielsweise Osteoporose) sein. Außerdem kann die vorzeitige Entfernung von Osteosynthesematerial die Entstehung einer Refraktur begünstigen.

## Behandlung
Die Behandlung folgt den allgemeinen Grundsätzen der Knochenbruchbehandlung. Hierbei müssen oft weitergehende Verfahren als bei der Erstbehandlung zum Einsatz kommen (beispielsweise autologe Knochentransplantation), vor allem, wenn als Teilursache eine unzureichende Stabilisierung im Rahmen der Erstbehandlung angenommen werden muss. Im Allgemeinen wird bei der Behandlung einer Refraktur mit einer deutlich verlängerten Behandlungsdauer im Vergleich mit der Erstfraktur gerechnet.

## Begriffsabgrenzung und sozialmedizinische Bedeutung
Von der Refraktur muss zum einen die Zweitfraktur, zum anderen die verzögerte Heilung der Erstfraktur abgegrenzt werden.
Eine Refraktur liegt dann nicht vor, wenn nach abgeschlossener Bruchheilung ein weiterer Bruch desselben Knochens durch ein adäquates Trauma eintritt. Diese Differenzierung wird dann äußerst wichtig, wenn die Frage der Kostenübernahme beispielsweise durch eine gesetzliche Unfallversicherung (GUV) gestellt wird. Die Ablehnung der Kostenübernahme durch die GUV für die Behandlung einer Zweitfraktur, die im Rahmen einer nicht versicherten Tätigkeit entstanden ist, im Gegensatz zur Kostenübernahme für die Erstfraktur nach versichertem Unfall führt regelmäßig zu sozialgerichtlichen Auseinandersetzungen. Ob eine (versicherte) Refraktur oder eine (unversicherte) Zweitfraktur vorliegt, kann oftmals nur durch komplexe Zusammenhangsgutachten geklärt werden. Für den Versicherten kann die Klärung dieser Frage erhebliche rentenrechtliche Folgen haben.
Auch die verzögerte Heilung einer Erstfraktur kann ausnahmsweise komplizierte Kostenträgerfragen aufwerfen, wenn die Heilungsverzögerung durch eine Allgemeinerkrankung bedingt ist, die nicht unter die Zuständigkeit des Unfallversicherers fällt. Normalerweise gilt jedoch der Grundsatz, dass jeder Unfallversicherte „so versichert ist, wie er ist“, also einschließlich vorliegender Vorerkrankungen.